# ريموند البورغندي
ريموند البورغندي (1070-24 مايو 1107) حاكم جليقية منذ سنة 1090 م وحتى وفاته. ريموند هو الابن الرابع لويليام الأول كونت بورغندي، والزوج القرين لأوراكا ملكة قشتالة، ووالد ألفونسو السابع ملك قشتالة. يعتقد أن ريموند وفد على البلاط القشتالي سنة 1086 م، عندما شارك مع قوات أودو الأول دوق بورغندي التي شاركت في حروب الاسترداد ضد المسلمين. وفي أبريل 1087 م، شارك ريموند في حصار قوات أودو لتطيلة. وفي أغسطس 1087 م، رتّب أودو لزواج ريموند من أوراكا ولية عهد قشتالة.
بزواجه من أوراكا، أصبح ريموند حاكمًا لجليقية التي شملت كونتية البرتغال وكونتية قلمرية. أنجب ريموند ألفونسو السابع ملك قشتالة الذي نصّبته والدته ملكًا على جليقية 1111 م، كما انتخب أحد إخوة ريموند في وقت لاحق بابا للفاتيكان باسم كاليستوس الثاني.